# 918 Itha
918 Itha eller 1919 FR är en asteroid i huvudbältet, som upptäcktes den 22 augusti 1919 av den tyske astronomen Karl Wilhelm Reinmuth i Heidelberg. Den är uppkallad efter helgonet Itha.
Asteroiden har en diameter på ungefär 21 kilometer. Den tillhör och har givit namn åt asteroidgruppen Itha.